# Esplosione di polveri
Un'esplosione di polveri è un evento dannoso causato da una violenta reazione di combustione di una polvere combustibile, che avviene in presenza di particolari condizioni.

## Fattori scatenanti

### Pentagono dell'esplosione

Pentagono dell'esplosione

In analogia al triangolo del fuoco, che rappresenta le condizioni di infiammabilità (e conseguentemente di esplosività) per i combustibili liquidi e gassosi, nel caso delle polveri ci si riferisce al cosiddetto "pentagono dell'esplosione", che è applicabile anche nel caso di esplosioni di gas, vapori o nebbie.
Le cinque condizioni rappresentate nel pentagono delle esplosioni e necessarie per creare le condizioni di esplosività alle polveri sono:
- presenza di polvere combustibile;
- presenza di comburente nell'ambiente (generalmente ossigeno);
- presenza di una fonte di innesco (ad esempio apporto di calore sufficiente all'attivazione della combustione);
- ambiente confinato (ad esempio un recipiente);
- miscelazione dei reagenti.

Rispetto al triangolo del fuoco, nel caso dell'esplosione di polveri intervengono due fattori aggiuntivi, che sono la presenza di confinamento del fenomeno e la miscelazione di combustibile e comburente.
Entrando più nel dettaglio, l'esplosività di una polvere è funzione di molti fattori:
- natura del combustibile: la composizione chimica e il potere calorifico della polvere; in particolare le polveri metalliche producono le esplosioni più violente;
- concentrazione del comburente: concentrazioni di ossigeno superiori al 21% aumentano la velocità dell'esplosione; invece al disotto del 10% la combustione non si sostiene;
- granulometria: la riduzione della dimensione delle particelle aumenta la superficie di contatto combustibile comburente, provocando pressioni più elevate, e richiedendo energie di innesco minori;
- umidità: diminuisce la tendenza esplosiva, sia per la coesione delle particelle sia a causa della presenza dell'acqua che sottrae calore durante la sua vaporizzazione;
- turbolenza: facilita il mescolamento dei reagenti, sviluppando una combustione più veloce ed un fronte di fiamma più frastagliato;
- temperatura: all'aumentare della temperatura diminuisce l'umidità, aumentando quindi la velocità di reazione;
- pressione: un ambiente precompresso creerà un'esplosione più violenta, in quanto la pressione massima di esplosione si andrà ad aggiungere alla pressione che aveva l'ambiente di reazione prima dell'esplosione;
- inerti: gas o solidi (carbonati, cloruri di metalli alcalini o alcalino-terrosi) in sospensione non reagenti, sottraggono calore alla reazione nella misura del loro calore specifico; risulta una pressione massima di esplosione minore, e si necessita di un'energia di innesco maggiore; l'effetto inertizzante è tanto maggiore quanto più alto è il calore specifico del gas inerte; per le polveri metalliche, che ad alte temperature possono reagire con azoto e anidride carbonica, i gas inerti più efficaci sono argon ed elio;
- presenza di gas infiammabili: quando al sistema combustibile-comburente sono aggiunti dei gas o vapori infiammabili, si parla di "miscele ibride"; è il caso dell'essiccamento di un prodotto di sintesi esplodibile da un solvente infiammabile; la presenza di tale componente abbassa il limite inferiore di infiammabilità della miscela anche quando le concentrazioni dei singoli componenti si trovano al di sotto dei singoli limiti di infiammabilità; in tali miscele è accentuata la violenza dell'esplosione; oltre al limite di infiammabilità subiscono un abbassamento anche la temperatura di accensione e l'energia minima di innesco.

### Polveri combustibili
I materiali combustibili da cui si possono avere origine polveri esplodibili sono:
- sostanze organiche naturali (ad esempio cereali, zucchero, carbone);
- sostanze organiche sintetiche (ad esempio pesticidi, materie plastiche);
- materiali metallici ossidabili (ad esempio alluminio, zinco, ferro).

### Influenza della dispersione delle polveri
L'esplosione di una polvere miscelata intimamente con il comburente come è solito essere in una nube in sospensione, può esistere se la concentrazione della sospensione rientra entro certi limiti.
Se la densità è troppo elevata il calore è assorbito totalmente dalle particelle senza che l'ambiente ne tragga profitto, al contrario se la particelle sono troppo lontane, l'accensione locale non sviluppa un calore sufficiente a coprire la distanza.
Determinare i limiti di infiammabilità (o esplosività) delle polveri presenta dei problemi in quanto, mentre il gas è costituito da particelle di dimensioni molecolari, all'interno di un campione di polvere ci possono essere porzioni a granulometria differente che a causa dell'azione della forza di gravità possono formare zone a concentrazione differente in una stessa nube.
Ciò rende difficoltosa la determinazione dei limiti di infiammabilità, soprattutto della concentrazione massima esplodibile.
L'intervallo di infiammabilità di una polvere (le concentrazioni si esprimono in genere in g/L o mg/cm3) è molto più esteso rispetto a quello di un gas e approssimativamente è compreso fra 10 mg/L e 6 g/L.

## Effetti dell'esplosione
L'esplosione è una rapida combustione in uno spazio confinato, in cui la reazione chimica non ha il tempo di liberare tutta l'energia prodotta sotto forma di calore, per cui una parte consistente di energia si libera sotto forma di energia di pressione, che genera a sua volta lo spostamento dell'aria circostante a velocità elevatissime, con conseguenti rischi per le cose e le persone presenti nelle vicinanze.
La violenza di un'esplosione in genere si misura attraverso i seguenti parametri:
- pressione massima sviluppata;
- velocità di incremento della pressione.

## Eventi disastrosi

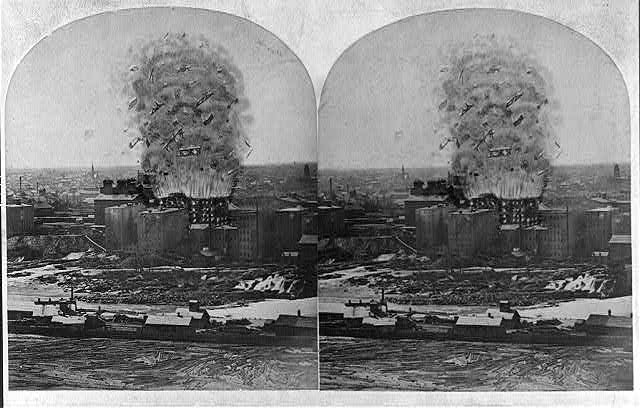
Rappresentazione stereoscopica del disastro avvenuto nel 1878 in Minnesota.

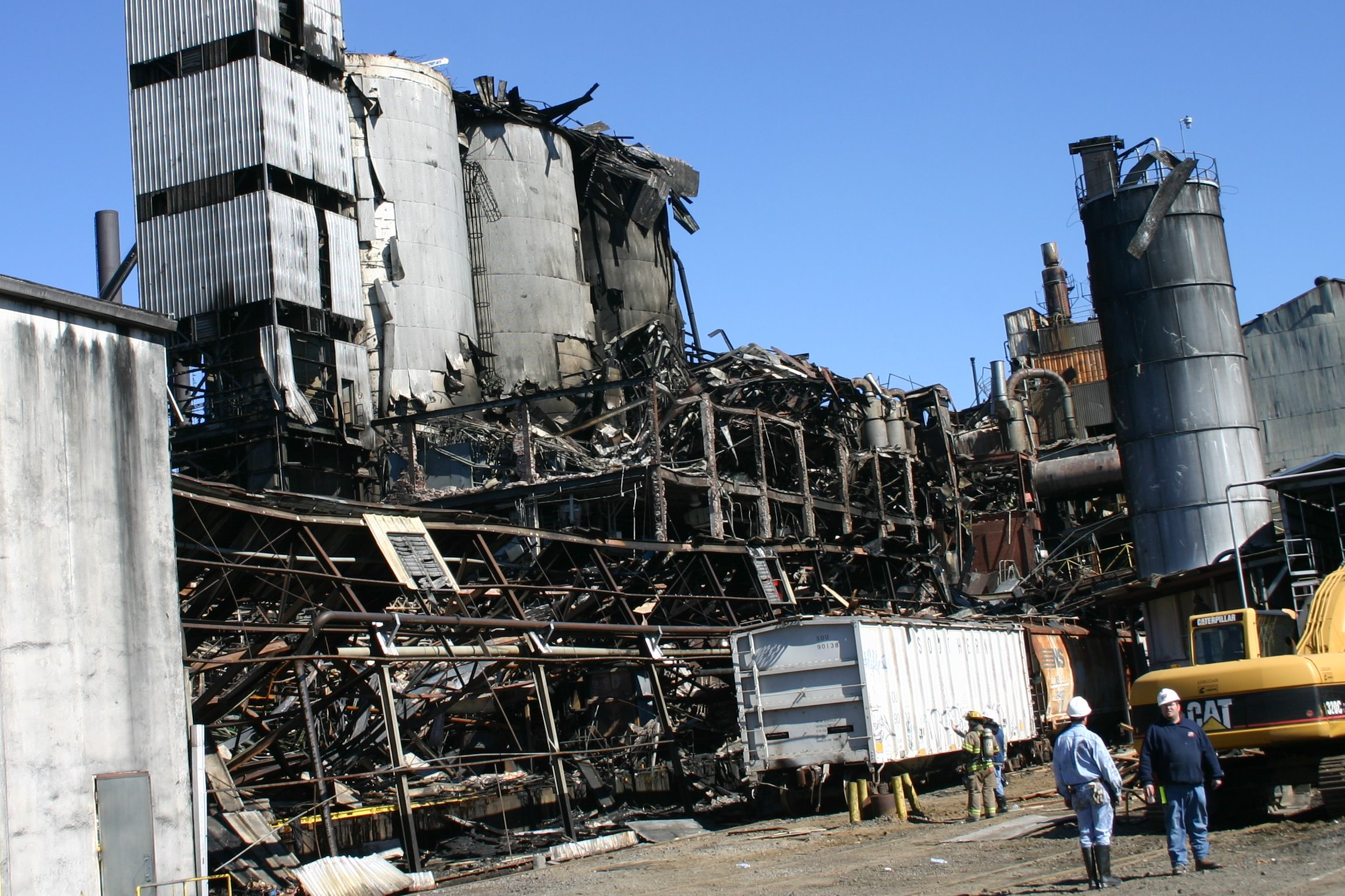
Conseguenze dell'esplosione di polveri nella raffineria di zucchero di Port Wentworth, Georgia.

Di seguito è riportata una lista di alcuni esplosioni di polveri che hanno portato a conseguenze più o meno disastrose:
- 14 dicembre 1785 - esplosione di farina in una panetteria a Torino; è stata la prima esplosione di polveri accertata;[3]
- 2 maggio 1878 - esplosione di farina in un mulino presso Minneapolis (Minnesota); morti 18 lavoratori;[2]
- 7 novembre 1887 - esplosione di farina ad Hameln (Bassa Sassonia); circa 30 morti;[3]
- 1965 - esplosione di polveri in una fabbrica di materie plastiche a Masterton; 4 morti;[4]
- 1982 - esplosione di zucchero a Boiry-Sainte-Rictrude (Francia);[3]
- marzo 1982 - esplosione di un silos contenente orzo e malto a Metz (Francia);[3]
- 11 dicembre 1995 - esplosione di polveri di nylon in un impianto tessile a Methuen (Massachusetts); feriti 37 lavoratori;[2]
- 1º febbraio 1999 - esplosione di polveri di carbone a Dearborn (Michigan) in un impianto della Ford Motor Company; 6 morti e 36 feriti;[2]
- 16 luglio 2007 - esplosione di farina al Molino Cordero di Fossano (CN); 5 morti;
- 7 febbraio 2008 - esplosione di zucchero nella raffineria di zucchero di Port Wentworth, Georgia, di proprietà della Imperial Sugar; 14 morti e 38 feriti.[5]
- 17 marzo 2008 - esplosione di un impianto di stoccaggio e macinazione del grano a Lumut (Perak); 4 morti e 2 feriti;[6]
- novembre 2010 - esplosione di polveri di alluminio in un impianto per la fabbricazione di cerchioni di motocicli; 8 feriti;[7]
- 31 gennaio 2011 - esplosione di polveri a Gallatin presso Nashville (Tennessee) in un impianto di produzione di polveri di acciaio della GKN Hoeganaes; morto un lavoratore;[8] nello stesso anno (il 29 marzo e il 27 maggio) seguirono altri due eventi di esplosione di polveri nello stesso impianto, portando in totale alla morte di 5 lavoratori.[8]